# فالداليجا
بلدية فالداليجا (بالإسبانية: Valdáliga)‏، هي إحدى بلديات منطقة كانتابريا, المصنفة على أنها مقاطعة أيضاً، في شمال إسبانيا.
يبلغ عدد سكانها 2.503 نسمة وفقاً لإحصائية سنة (2002).